# Юдзава (Акита)
Юдза́ва (яп. 湯沢市 Юдзава-си) — город в Японии, расположенный в юго-восточной части префектуры Акита в впадине Йокоте. Основан 31 марта 1954 года путём слияния посёлков Юдзава, Ивасаки и сёл Ямада, Мицусэки, Бэнтэн и Хатано уезда Огати. 22 мая 2005 года посёлки Минасэ, Инакава и Огати уезда Огати были поглощены городом.
Площадь города составляет 790,91 км², население — 42 013 человек (1 июля 2020 года), плотность населения — 53,1 чел./км².